# Plantago dielsiana
Plantago dielsiana är en grobladsväxtart som beskrevs av Pilger. Plantago dielsiana ingår i släktet kämpar, och familjen grobladsväxter. Inga underarter finns listade i Catalogue of Life.